# Malo Očijevo
Malo Očijevo je naseljeno mjesto u gradu Bihaću, Federacija Bosne i Hercegovine, BiH.

## Zemljopis
Iako se administrativno nalazi u Gradu Bihać, Malo Očijevo je prirodno i geografski više vezano za Drvar. Selo ima prirodne granice. Nalazi se na tavanastoj visoravni iznad duboko ukopane doline Unca koja je s južne strane, a nešto malo i iznad doline Une koja je na zapadu. Prema sjeveru je kosa Grabovača, kao dio Osječenica, a na istoku su također niži obronci Osječenice. U selu nema tekuće vode, pa iako su rijeke tu pored sela, mještani se muče s nedostatkom vode. Selo je razbijenog tipa u kome se razabiru četiri grupe kuća: Draga Dukića, Pod Ivovcem, Osoje i Rosulje.

## Povijest
Na području sela ima jedna gradina i jedna crkvina. Gradina je građena suhozidom i oko nje ima dosta hrbina. Crkvina je na Brini iznad Unca, s prepoznatljivim temeljima.
U srednjem vijeku područje Očijeva bilo je u sastavu hrvatske župe Pset koju je držalo pleme Kolunić. U tom plemenu bilo je više hiža (obitelji, zadruga), a jedna je bila Mišljenović. O tome imamo potvrdu iz dokumenata kaptola u Kninu. U prvom dokumentu se kaže da dana 28. listopada 1420. pišu oba hrvatska banovca, po imenu Martinus Suke i Ivan od Bilog sela (de Albafalva) kaptolu kninskom pismo u kome traže da se riješi spor između obitelji Mišljenovića i ostalih obitelji plemena Kolunić u pogledu posjeda Očijevo (Ochigovo). Zatim, u drugom dokumentu piše da je dana 19. listopada 1448. došao pred kaptol u Knin plemić Franko, sin Gregorija Kudelića iz Drinića (de Udrinich) na jugu županije Pseta, a s njime stigli su plemići Miketa, Andrija, Blaž i Toma, sinovi Stjepana Mišljenovića iz Kolunića. Pred kaptolom i Mišljenovićima izjavio je Franko Kudelić, kako se je našao u nevolji i potrebi novčanoj, pa je odlučio svoje naslijeđene (baštinske) i njemu založene posjede dati u zalog, da se zadobavi gotovih novaca. Na kraju, 9. lipnja 1449., obavijestio je kninski kaptol bana dalmatinsko-hrvatskoga Petra Talovca, koji je bio podjedno nasljedni knez u Cetini i na Klisu, da su uveli braću Mišljenoviće u posjed Očijeva i u prava, skopčana s tim posjedom.
Do potpisivanja Daytonskog mirovnog sporazuma bilo je u sastavu općine Drvar.

## Stanovništvo

### 1991.
Nacionalni sastav stanovništva 1991. godine, bio je sljedeći:
ukupno: 104
- Srbi - 103
- Jugoslaveni - 1

### 2013.
Nacionalni sastav stanovništva 2013. godine, bio je sljedeći:
ukupno: 21
- Srbi - 21